# 韓国放送通信大学校
韓国放送通信大学校（ハングクほうそうつうしんだいがっこう、한국방송통신대학교 、英称：Korea National Open University）は大韓民国の国立大学である。韓国における遠隔教育、生涯教育機関として設立された。授業は、OUN放送大学TVを通じたTV講義、EBS FMによるラジオ講義、インターネット配信の他、出席授業（スクーリング）等によって行われる。本校は、大学路にある。また、各地に地域大学、学習館（学習センター）を設置している。

## 沿革
- 1972年3月9日 - ソウル大学校付設機関として、韓国放送通信大学校開校。
- 1982年2月15日 - ソウル大学校から分離独立。
- 1996年9月2日 - OUN放送大学TV開局。
- 2001年9月1日 - 平生大学院設置。

## 開設学科
- 人文科学学部
- 自然科学学部
- 社会科学学部
- 教育科学学部

2024年度より、海外に居住する在外韓国人、および外国人も入学することが可能となった。海外居住学生は、全授業および成績評価をすべて遠隔（海外）で受けることが可能となる。ただし、授業は韓国語のみで行われ、実習科目がある一部の学科は入学が制限される。

## 大学院
- 平生大学院

一般の大学院とは異なり、本校は社会人への生涯教育を主とした「特殊大学院」（高等教育法第29条2）という扱いであり、修士論文の提出をすることなく（選択必修）修士の学位を取得することが出来る。これまで、博士課程の設置は認められていなかったが、高等教育法の改正により、2024年より博士課程も開設できることになった。

## その他
日本の放送大学では、同大学のことを「韓国国立公開大学」と称している（英語名称を直訳しているものと思われる）。